# Aeroport de Kuito
L'aeroport de Kuito (codi IATA: SVP, codi OACI: FNKU) és un aeroport que serveix Kuito (fins 1975 Silva Porto, a la província de Bié a Angola.
La balisa no direccional de Kuito (Ident: KU) es troba al camp.

## Aerolínies i destinns
| Aerolínies           | Destinacions |
| -------------------- | ------------ |
| TAAG Angola Airlines | Luanda       |